# Il'ja Ivanov
Il'ja Ivanov (in russo Илья Иванов?; traslitterazione anglosassone Ilya Ivanov; 1º luglio 1986) è un ex bobbista russo.

## Biografia
Iniziò a gareggiare nel 2009 come frenatore per la squadra nazionale russa. Debuttò in Coppa Europa a novembre 2009 e nelle categorie giovanili non andò oltre l'undicesimo posto ai mondiali juniores, raggiunto nel bob a due a Sankt Moritz 2010.
Esordì in Coppa del Mondo all'avvio della stagione 2010/11, il 3 dicembre 2010 a Calgary, occasione in cui colse anche il suo unico podio piazzandosi al 3º posto nella gara a squadre. Prese parte ai campionati europei di Winterberg 2011 terminando la gara a quattro al dodicesimo posto pilotato da Aleksej Gorlačëv. Disputò la sua ultima gara in quella stessa stagione, il 23 gennaio 2011, concludendo 14º nel bob a quattro a Winterberg.

## Palmarès

### Coppa del Mondo
- 1 podio (nelle gare a squadre):
  - 1 terzo posto.